# Сова-голконіг танімбарська
Сова́-голконі́г танімбарська (Ninox forbesi) — вид совоподібних птахів родини совових (Strigidae). Ендемік Індонезії. Вид названий на честь шотландського дослідника і ботаніка Генрі Форбса. Раніше вважався підвидом молуцької сови-голконога, однак був визнаний окремим видом.

## Опис
Забарвлення переважно світло-рудувато-коричневе. блідіше, ніж у споріднених видів. Забарвлення голови і спини майже не відрізняється. Покривні пера крил більш темні, поцятковані широкими темними смугами і більш вузькими поперечними білими смугами. Махові пера також смугасті. На верхній частині грудей широкі охристі або рудувато-коричневі поперечні смуги, які майже не виділяються на фоні грудей. Решта нижньої частини тіла білуваті, поперечні смуги на ній набагато більш помітні. Райдужки жовті. Довжина крила становить 190—212 мм, хвоста 135 мм.
Голос — двоскладове угукання «oo-ook», з акцентом на першому звуку, другий при цьому має низхідний тон. Іноді два звуки зливаються в один. Також можна почути серію з 7—8 звуків тривалістю по 0,5 секунди, яка нагадує людський крик.

## Поширення і екологія
Танімбарські сови-голконоги мешкають на Танімбарських островах в південній частині Молуккського архіпелагу. Вони живуть у вологих тропічних лісах, на висоті до 1200 м над рівнем моря.